# Războieni (Neamț megye)
Războieni település Romániában, Moldvában, Neamț megyében.

## Fekvése
A DN2-es út mellett, Săbăoani után 13 km-re fekvő település.

## Leírása
1476-ban itt a település mellett ütközött meg negyvenezer katonája élén Ștefan cel Mare II. Mohamed szultán hadaival és a csatát elvesztette.
1496-ban az itt vívott csata emlékére Ștefan cel Mare a Mihály arkangyal templomot emeltette.
A településnek a 2007 évi népszámláláskor 2361 lakosa volt.

## Nevezetességek
- Mihály arkangyal templom - 1496-ban épült moldvai stílusban. Két térrészre tagolódó előcsarnokához a naosz és a félköríves záródású szentélyapszis kapcsolódik.